# Добова
Добова (словен. Dobova) — поселення в общині Брежиці, Споднєпосавський регіон, Словенія. Висота над рівнем моря: 143,8 м.